# John Fitzalan, 13.º Conde de Arundel
John Fitzalan, 13.º Conde de Arundel e 3.º Barão Maltravers[a] (1 de agosto de 1385 — 21 de abril de 1421) foi um nobre inglês.

## Biografia
Fitzalan era filho de John Fitzalan, 2.º Barão de Arundel e de Elizabeth le Despenser, e tornou-se Barão de Arundel por ocasião da morte de seu pai em 1390 e Barão Maltravers após a morte de sua avó em 1405. Em 1415 seu primo Thomas Fitzalan, 12.º Conde de Arundel morreu, deixando Fitzalan como seu herdeiro masculino mais próximo. O Condado de Arundel era vinculado a herdeiros do sexo masculino, e assim no ano seguinte Fitzalan foi convocado para o Parlamento como Conde de Arundel.
No entanto, a herança foi reivindicada por Thomas de Mowbray, 1.º Duque de Norfolk, que era casado com a irmã mais velha do falecido conde. A disputa não foi resolvida durante suas vidas, e Fitzalan foi posteriormente convocado para o Parlamento como Barão Maltravers, e não mais como Conde de Arundel.

## Família
Fitzalan casou com Eleanor (morta em 1 de agosto de 1455), filha de Sir John Berkeley (1349–1428) de Beverston, Gloucestershire e de Elizabeth Bettershorne, com quem teve dois filhos:
- John Fitzalan, 14.º Conde de Arundel, que posteriormente conseguiu sua reivindicação ao Condado de Arundel.
- William Fitzalan, 16.º Conde de Arundel, casou com Joan Neville, filha de Richard Neville, 5.º Conde de Salisbury.

Após sua morte, sua viúva casou sucessivamente com Sir Richard Poynings (morreu em 10 de junho de 1429), e Lorde Hungerford (morreu em 9 de agosto de 1449).